# Back by Thug Demand
Albums de Trick Daddy
Thug Matrimony: Married to the Streets
(2004) Finally Famous: Born a Thug, Still a Thug
(2009)
Singles
1. Tuck Ya Ice
Sortie : 2007
2. Bet That
Sortie : 2008

Back by Thug Demand est le septième album studio de Trick Daddy, sorti le 19 décembre 2006.
L'album s'est classé 10e au Top R&B/Hip-Hop Albums et 48e au Billboard 200.

## Liste des titres
| No  | Titre                                                                      | Durée |
| --- | -------------------------------------------------------------------------- | ----- |
| 1.  | The Big Pookie Interview                                                   | 0:50  |
| 2.  | Breaka Breaka (Produit par The Runners)                                    | 3:17  |
| 3.  | Straight Up (featuring Young Buck – Produit par Gold Ru$h)                 | 3:58  |
| 4.  | The Commentator                                                            | 1:22  |
| 5.  | Bet That (featuring Chamillionaire et Gold Ru$h – Produit par The Runners) | 3:33  |
| 6.  | 10-20-Life (Produit par Gold Ru$h)                                         | 4:35  |
| 7.  | Tuck Ya Ice (featuring Birdman – Produit par Kane Beatz)                   | 4:02  |
| 8.  | Booty Doo (featuring Webbie et International Jones – Produit par Khao)     | 3:57  |
| 9.  | Born a Thug (Produit par Gold Ru$h)                                        | 3:57  |
| 10. | TDD                                                                        | 1:01  |
| 11. | Lights Off (featuring International Jones – Produit par Kane Beatz)        | 3:21  |
| 12. | Tonight (featuring Jaheim et Trina – Produit par Gorilla Tek)              | 4:03  |
| 13. | You Damn Right                                                             | 4:37  |
| 14. | Chevy (featuring Dunk Ryders et Skky – Produit par Gold Ru$h)              | 3:45  |
| 15. | So High (featuring Trey Songz et 8 Ball – Produit par Bigg D)              | 4:29  |

| 16. | Drop (Low, Low, Low) (featuring The Dartmouth High School (Massachusetts) Marching Band) | 3:03 |
| 17. | Duck Down (featuring Plies et The Notorious B.I.G.)                                      | 4:25 |
| 18. | I Pop (Produit par Disco D)                                                              | 2:55 |